# Rillen (Papiertechnik)
Rillen bezeichnet einen Arbeitsvorgang, bei dem in ein papier- oder kartonhaltiges Material Kerben (Rillungen) mechanisch eingebracht werden, wodurch sich das Material an dieser Stelle definierter und mit geringerem Kraftaufwand falten lässt. Die so entstandene linienförmige Vertiefung erzeugt auf der Gegenseite eine wulstartige Erhöhung.
Verwendet wird das Verfahren z. B. bei der Herstellung einer Broschur eines Buches, damit sich der Deckel der Broschur leichter öffnen lässt. Auch in der Verpackungsindustrie nutzt man das Rillen für die Produktion von Faltschachteln, Kartonagen und Getränkekartons.

## Herstellung
Zur Herstellung von Rillungen durchläuft das Material ein Rillwerkzeug. Man unterscheidet:
- rotierende (Rotations-)Rillwerkzeuge
- vertikal arbeitende (Stanz-)Rillwerkzeuge.

Oberhalb des zu rillenden Materials befindet sich das positive Werkzeug (engl. male), auf der Unterseite wird das Material gegen das negative Werkzeug (engl. female) gedrückt. 

## Sonstiges
Fälschlich wird für das Rillen auch oft der Begriff des Nutens verwendet. 
Das Falten eines gerillten Stückes Pappe oder Kartons erfolgt in Richtung der Stoffverdrängung, die (konkave) Rillung befindet sich danach also auf der Außenseite des Falzes.
Alternativ wird Wellpappe nicht gerillt, sondern einseitig (bis etwa zur Materialmitte) perforiert, um dieselbe Schwachstelle und Verspannung zu erreichen, die das Falten erleichtert und klar positioniert.